# Peter May (scrittore)
Peter May (Glasgow, 20 dicembre 1951) è uno scrittore e giornalista scozzese.

## Biografia
Cresciuto a Glasgow, divenne giornalista appena diciannovenne. A ventisei anni fu pubblicato il suo primo romanzo, The Reporter, che fu prodotto dalla BBC per una serie televisiva. Da allora lavora principalmente per la televisione. A partire dal 2009 ha pubblicato i tre romanzi della Trilogia dell'isola di Lewis.

## Opere tradotte in italiano
- Trilogia dell'isola di Lewis (volume unico, Einaudi, 2018):
  - L'isola dei cacciatori di uccelli (Einaudi, 2012)
  - L'uomo di Lewis (Einaudi, 2013)
  - L'uomo degli scacchi (Einaudi, 2015)
- Il sentiero (Einaudi, 2017)
- Lockdown (Einaudi, 2020)
- Il rumore del ghiaccio (Einaudi, 2023)